# Skinamarink
Skinamarink är en kanadensisk skräckfilm från 2022. Filmen är regisserad av Kyle Edward Ball som även skrivit filmens manus och hade biopremiär i USA och Kanada i januari 2023. Filmen hade digital premiär den 31 juli 2023.

## Handling
Filmen utspelar sig år 1995 och kretsar kring kring två syskon som vaknar upp i mitten av natten. De kan inte finna sin pappa och såväl husets fönster och dörrar är spårlöst försvunna.

## Rollista (i urval)
- Lucas Paul – Kevin
- Dali Rose Tetreault – Kaylee
- Ross Paul – Kevins and Kaylees pappa
- Jaime Hill – Kevins and Kaylees mamma